# Монастырь Архангела Михаила (Лесбос)
Монастырь Архангела Михаила (греч. Ιερά Μονή Αγίου Ταξιαρχών) — греческий православный монастырь, находящийся около деревни Мандамадос на острове Лесбос, Греция. Современный храм монастыря построен в 1879 году. В монастыре находится чудотворная рельефная икона Архангела Михаила, который является покровителем Лесбоса.

## История
Впервые монастырь, функционирующий как мужской, упомянут в церковном документе от 1661 года. В XVIII веке небольшая церковь монастыря была заменена на более вместительную, на месте которой в 1879 году был построен нынешний трехнефный храм.

## Икона Архангела Михаила

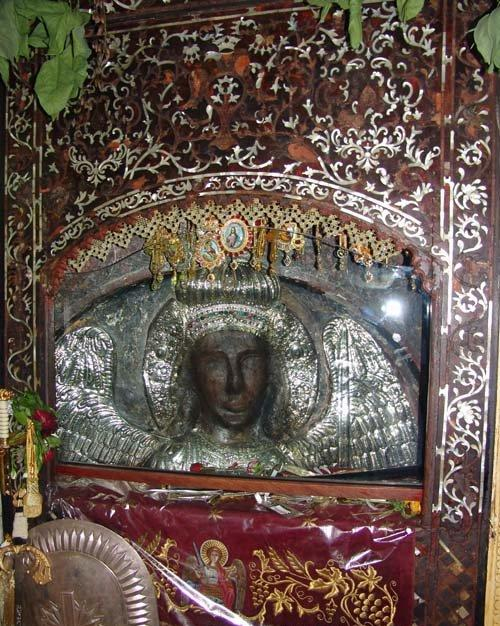
Икона Архангела Михаила

По преданию, в XI веке, во времена пиратских набегов, пираты напали на монастырь. Они убили всех его иноков за отказ выдать неизвестные пиратам местоположения деревень, в которых находили убежища жители острова. В это время в алтаре монастырского храма вместе со священником находился один из молодых послушников обители по имени Гавриил. Увидев бойню, он забрался на крышу монастыря и спрятался там. Но пираты заметили его и также решили его убить. Они забрались на крышу, но вдруг перед ними с мечом в руке предстал Архангел Михаил, метая молнии и готовый напасть на них. Пираты в ужасе бежали, оставив все награбленное во дворе монастыря. Послушник Гавриил, спустившись, похоронил убитых братьев и, собрав землю с кровью замученных монахов, вылепил из неё скульптуру Архангела Михаила в форме, увиденной им на крыше. Так как глина вскоре закончилась, на тело Архангела её мало хватило. Эта икона находится в монастырском храме и почитается чудотворной. Согласно другой версии предания, данное событие произошло в 1462 году при захвате Лесбоса турками.

## Подарки монастырю
В качестве подарков Архангелу Михаилу от военных в церкви монастыря выставлены мечи, щиты и униформа. В 2009 году перед входом в монастырь был размещен самолет F-5A Freedom Fighter, подаренный монастырю пилотами военно-воздушных сил Греции за помощь от Архангела Михаила, покровителя ВВС.  